# Stromanthe
Stromanthe là một chi thực vật thuộc họ Marantaceae.

## Các loài
Chi này có các loài sau (tuy nhiên danh sách này có thể chưa đủ):
- Stromanthe amabilis
- Stromanthe angustifolia
- Stromanthe boliviana
- Stromanthe confusa
- Stromanthe eximia
- Stromanthe guapilesensis
- Stromanthe humilis
- Stromanthe jacquinii
- Stromanthe lubbersiana
- Stromanthe lutea
- Stromanthe macrochlamys
- Stromanthe palustris
- Stromanthe papillosa
- Stromanthe pluriflora
- Stromanthe popolucana
- Stromanthe porteana
- Stromanthe ramosissima, L.Andersson
- Stromanthe rothschuhii
- Stromanthe sanguinea
- Stromanthe schottiana
- Stromanthe selloi
- Stromanthe sellowiana
- Stromanthe setosa
- Stromanthe spectabilis
- Stromanthe stromanthoides
- Stromanthe thalia
- Stromanthe tonckat
  - Stromanthe tonckat var. latifolia
- Stromanthe villosa

## Hình ảnh

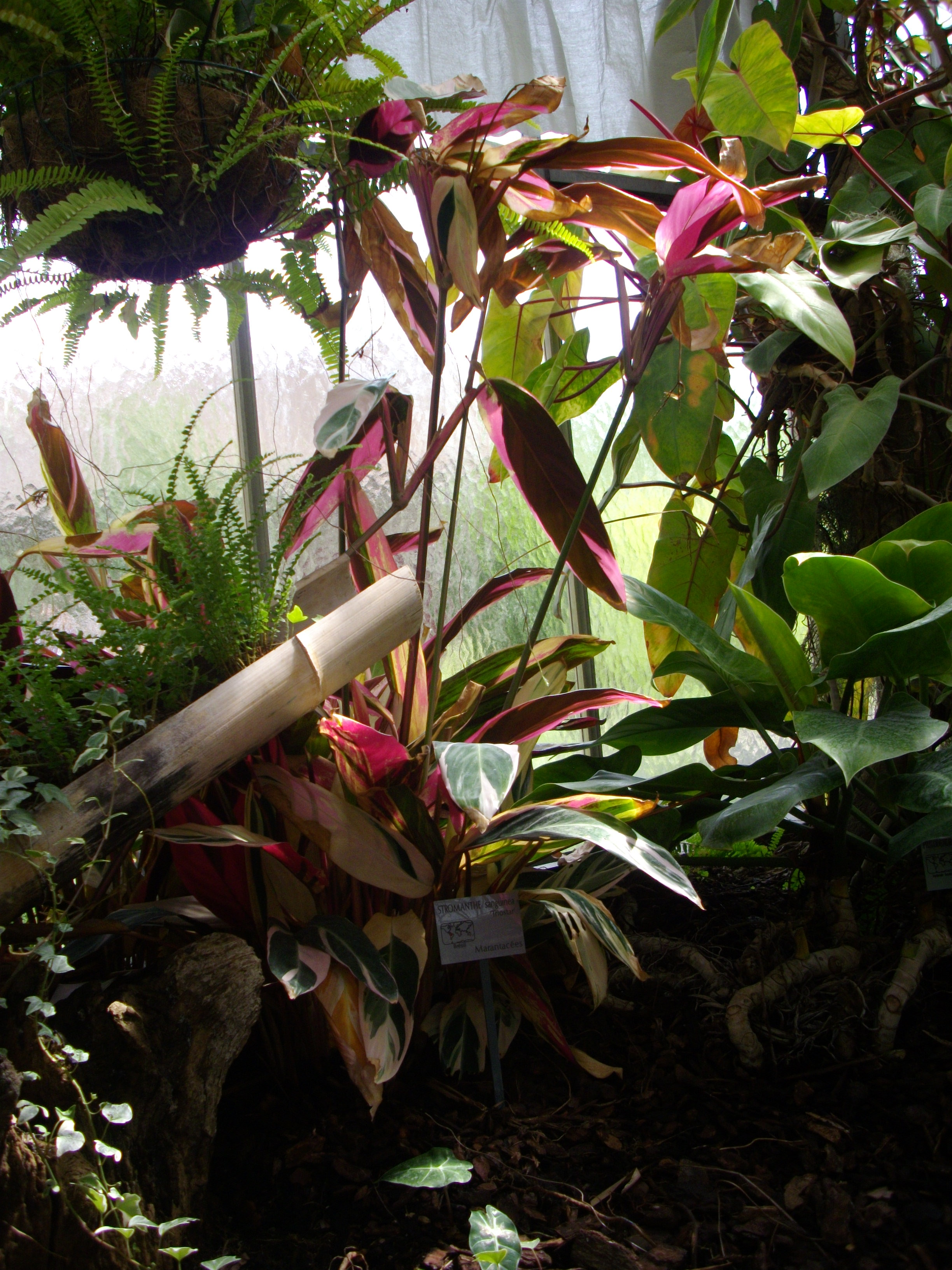
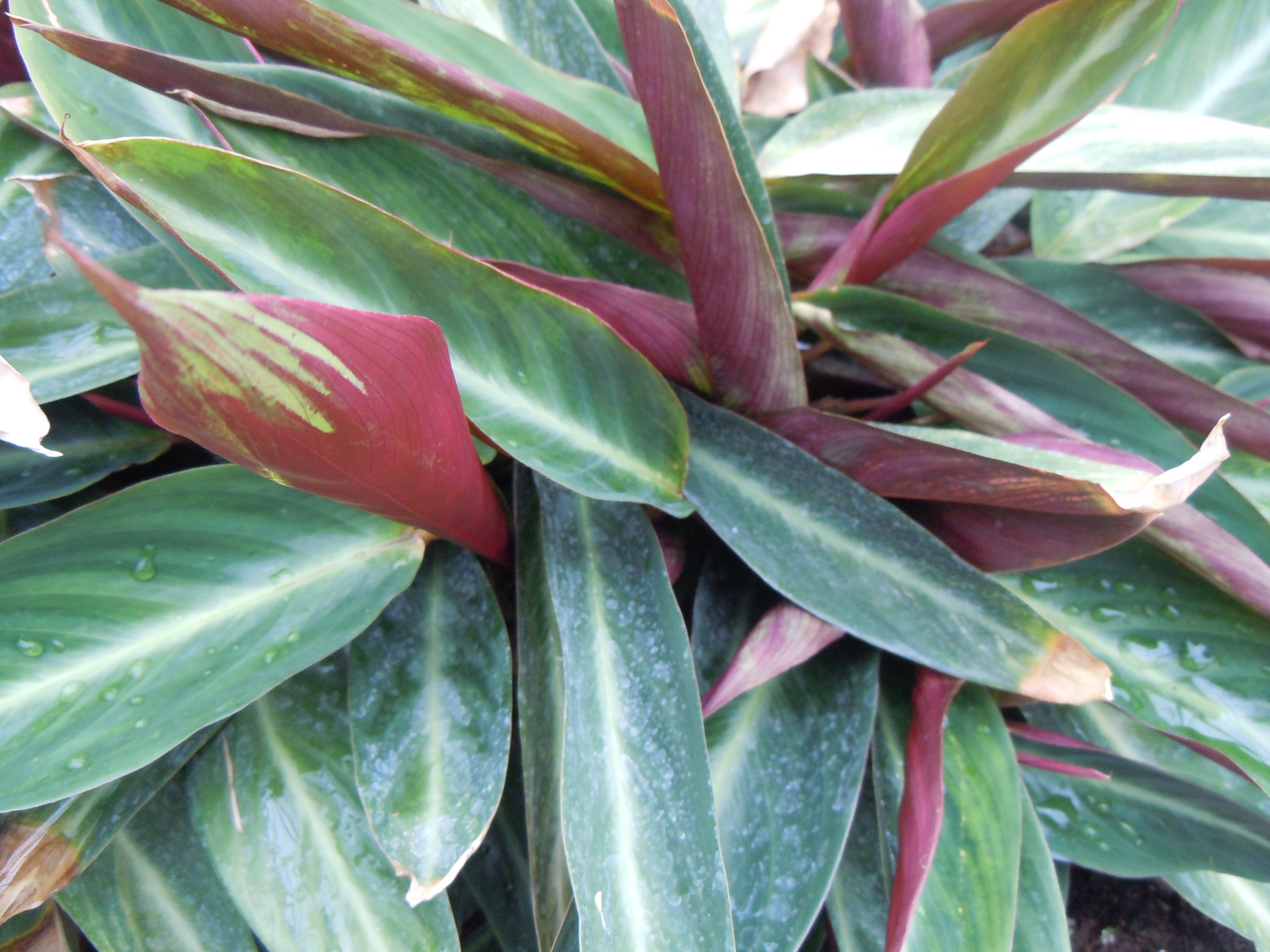